# .mc
.mc je vrhovna internetska domena (country code top-level domain - ccTLD) za Monako. Domenom upravlja Direction des Telecommunications.

## Vanjske poveznice
- IANA .mc whois informacija  Arhivirana inačica izvorne stranice od 27. travnja 2006. (Wayback Machine)